# 428

## Decese
- dată necunoscută: Martianus Capella scriitor, astronom și matematician roman (n. 360)
- dată necunoscută: Gunderic  (n. 379)